# Nikolaus Witt
Nikolaus Martin Witt (* 21. März 1834 in Hamburg; † 28. September 1890 in Berlin) war Gutsbesitzer, Stadtrat und Mitglied des Deutschen Reichstags.

## Leben
Witt besuchte Privatschulen in Hamburg und die landwirtschaftliche Akademie in Hohenheim. Er erlernte in Holstein, Königreich Sachsen und Württemberg und auf Reisen in England die Landwirtschaft. Von 1858 bis 1878 war er Besitzer des Gutes Bogdanowo bei Obornik  in der Provinz Posen. Zwischen 1867 und 1878 war er Mitglied des Preußischen Abgeordnetenhauses für den Wahlkreis Posen-Obornik und von 1866 bis 1878 Landschafts-Deputierter der Posener Landschaft, von 1881 bis 1890 war er Mitglied des Reichstages für den 8. Wahlkreis Regierungs-Bezirk Frankfurt (Sorau) und von 1881 bis 1887 Mitglied des Provinzial-Landtages der Provinz Brandenburg, seit 1879 Stadtrat von Charlottenburg.
Auf seinem Gut und in dessen Umgebung sammelte Witt auch ur- und frühgeschichtliche Funde. Seine Sammlung befindet sich heute im Germanischen Nationalmuseum in Nürnberg.